# Sitki (województwo śląskie)
Sitki (niem. Schittek) – wieś w Polsce położony w województwie śląskim, w powiecie lublinieckim, w  gminy Boronów.
Do 2024 r. miejscowość była przysiółkiem wsi Boronów. W latach 1975–1998 przysiółek administracyjnie należała do województwa częstochowskiego.
Wieś zamieszkana jest przez kilka rodzin, na jej terenie znajdują się także domki letniskowe. 
W XIX wieku, wieś ta była kolonizowana przez niemieckich osadników, na początku XX wieku liczyła 16 mieszkańców. Etymologia nazwy miejscowości pochodzi od nazwiska Sitek. Miejscowość tę nazywano także w XVIII i XIX wieku Huciskiem bądź Huciskami.